# Clearchus (Konsul 384)
(Flavius) Clearchus war ein spätantiker römischer Politiker des 4. Jahrhunderts.
Clearchus, geboren in Thesprotia, entstammte einer wohlhabenden Familie, wie Eunapios von Sardes in seinem Werk Leben der Sophisten schreibt. Sein Vater hatte zahlreiche Ämter inne, starb jedoch in Armut. Gemeinsam mit seinem jüngeren Bruder war er Schüler des Nikokles aus Sparta. Zwischen 356 und 363 stand Clearchus in engem Kontakt mit dem einflussreichen Rhetor Themistios in Konstantinopel. In dieser Zeit unternahm er auch Reisen, etwa 356 oder 357 von Konstantinopel nach Antiochia.
Seine frühe Karriere ist durch einige unklare Ämter in den Jahren 359–360 geprägt. Libanios deutet in seinen Briefen an, dass Clearchus 359 ein Amt mit beträchtlicher Macht innehatte: „an Clearchus … eine Stärke, die ausreicht, um das Gerechte zu sichern.“ Später wird erwähnt, dass ihm diese Macht entzogen wurde, doch 360 erhielt er eine Beförderung in ein höheres Amt.  Wahrscheinlich verbrachte er diese Jahre in Konstantinopel, wo er sich als einflussreiche Persönlichkeit etablierte. Es wird vermutet, dass er als Assessor tätig war.
Im Jahr 363 nahm Clearchus an einer bedeutenden Gesandtschaft teil, vermutlich im Auftrag des Senats, um Kaiser Jovian anlässlich seiner Thronbesteigung in Antiochia zu huldigen. Kurz darauf wurde er zum Vicarius in Asia ernannt, ein Amt, das er von 363 bis 366 innehatte. Eunapios von Sardes beschreibt seine umfassende Verantwortung: „zu jener Zeit verwaltete Clearchus ganz Asien, soweit die Macht vom Hellespont durch Lydien und Pisidien bis nach Pamphylien reicht.“ Libanios lobt seine Verwaltung in mehreren Briefen. Seine Amtsführung zeichnete sich durch Gerechtigkeit und Sorgfalt aus, wie Libanios betont: „du bist für viele gute Dinge der Untertanen verantwortlich geworden.“ Während der Revolte des Procopius 365–366 unterstützte Clearchus entschieden Kaiser Valens und tadelte den Prätorianerpräfekten Saturninius Secundus Salutius für dessen Untätigkeit, indem er ihn spöttisch „Nikias“ nannte.
Nach der Niederschlagung der Revolte wurde Clearchus 366 zum Prokonsul von Asia ernannt, ein Zeichen der Gunst des Kaisers Valens. In dieser Funktion schützte er den Philosophen Maximos von Ephesos und erreichte die vorübergehende Entlassung des Salutius zugunsten von Auxonius. Der Höhepunkt seiner Karriere waren die zwei Amtszeiten als Stadtpräfekt von Konstantinopel (372–373 und 382–384). Besonders bemerkenswert ist sein Bau eines Aquädukts (Valens-Aquädukt) 373, das Konstantinopel mit Wasser versorgte („Clearchus wird als Stadtpräfekt von Konstantinopel anerkannt. Durch ihn wird das lang erwartete und dringend benötigte Wasser in die Stadt gebracht.“); der später Teil des Theodosius-Forum wurde.
Sein Einfluss schwand jedoch 384. Schließlich wurde Clearchus 384 gemeinsam mit Richomer zum Konsul ernannt. Clearchus war Heide.